# Bruine knolvezelkop
De bruine knolvezelkop (Inocybe napipes) is een schimmel behorend tot de familie Inocybaceae. Hij vormt ectomycorrhiza met loofbomen, zoals eik, beuk en berk, soms met den of douglasspar. Hij groeit op zandgronden, in loof- en naaldbossen en langs lanen. 

## Kenmerken

### Uiterlijke kenmerken
Hoed
De hoed heeft een diameter van 2 tot 5 cm en de dikte is 3 tot 8 mm. Bij jonge vruchtlichamen is het stomp kegelvormend en later wordt deze uitgespreid. De rand is fijnvezelig. Jonge exemplaren hebben een cortina. De bovenkant van de hoed heeft een vilten en donkerbruin oppervlak, draaiend naar de rand van de hoed, veranderend in vezelig, gestreept en lichtbruin, en zelfs oker
Lamellen
De opstijgende lamellen zijn smal aangehecht. De kleur is eerst vuilwit en later geelbruin.
Steel
De steel is ongeveer 1,5 keer langer dan de hoed diameter. De steel is niet poederig, maar met vezeltjes. De basis heeft een opvallend knolletje.
Geur
De paddenstoel ruikt zwam spermatisch.
Sporenprint
De sporenprint is okerbruin. 

### Microscopische kenmerken
De sporenmaat is 9–11 × 7–8 μm met 6 tot 8 knobbeltjes. De dunwandige cheilocystidia en pleurocystidia zijn 40-60 (70) × 15-18 (22) μm groot en hebben vaak een kristallen kop aan de top. Er zijn geen caulocystidia.

## Verspreiding
In Nederland komt de bruine vezelkop algemeen voor. Hij is niet bedreigd en staat niet op de rode lijst.

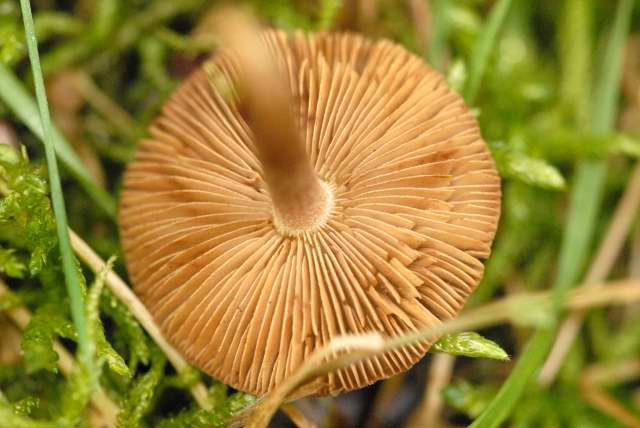
Lamellen
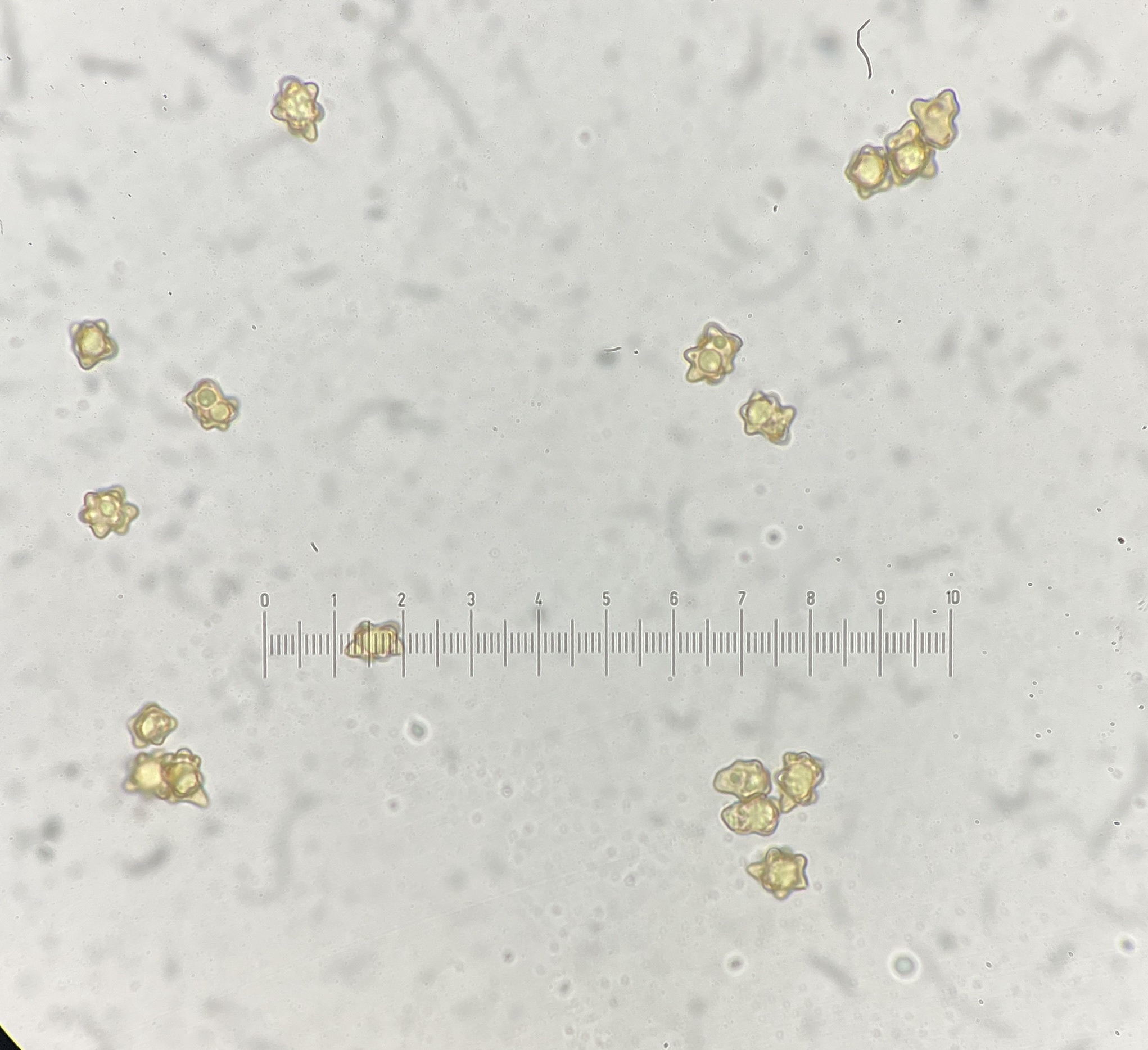
Sporen
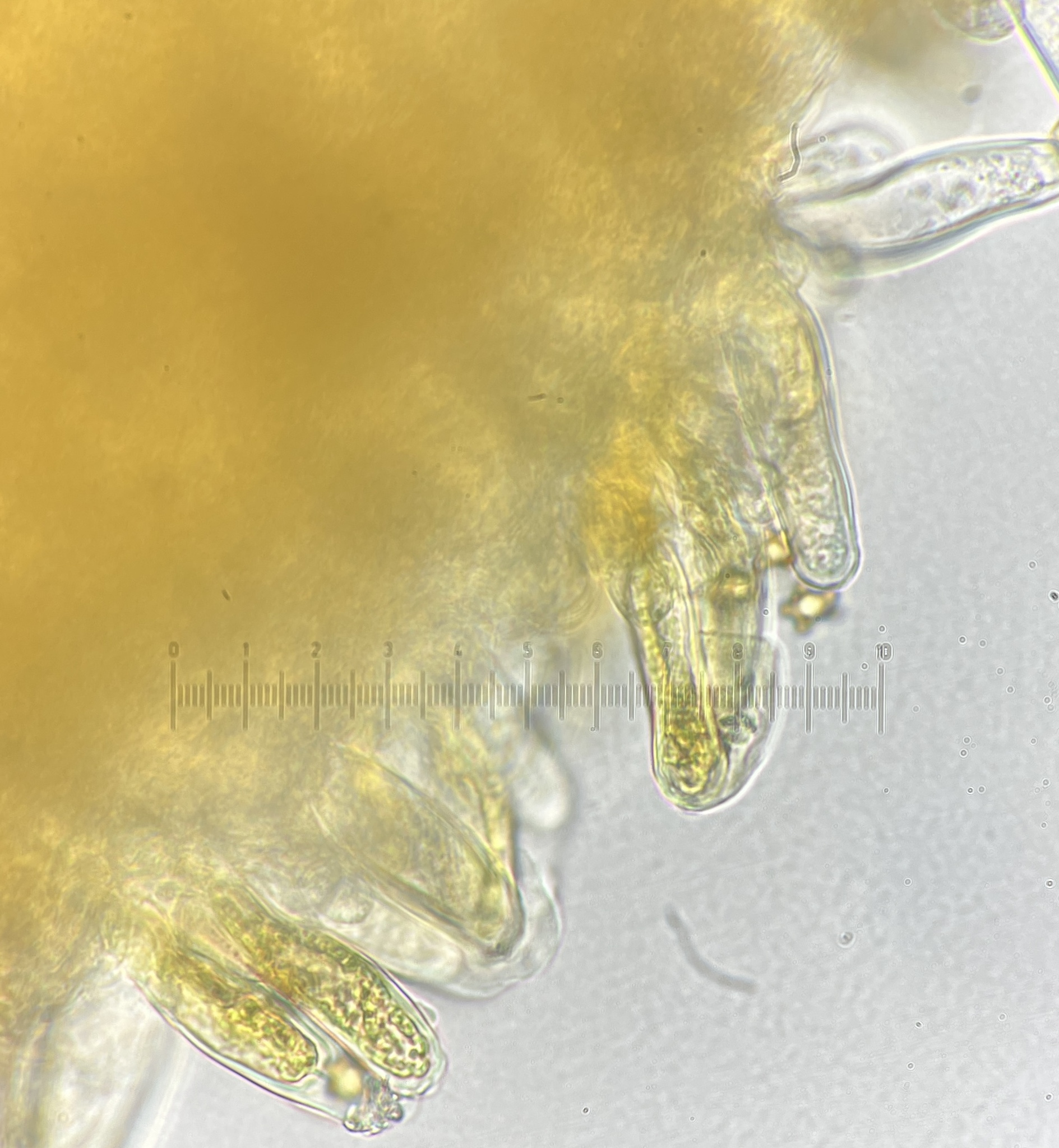
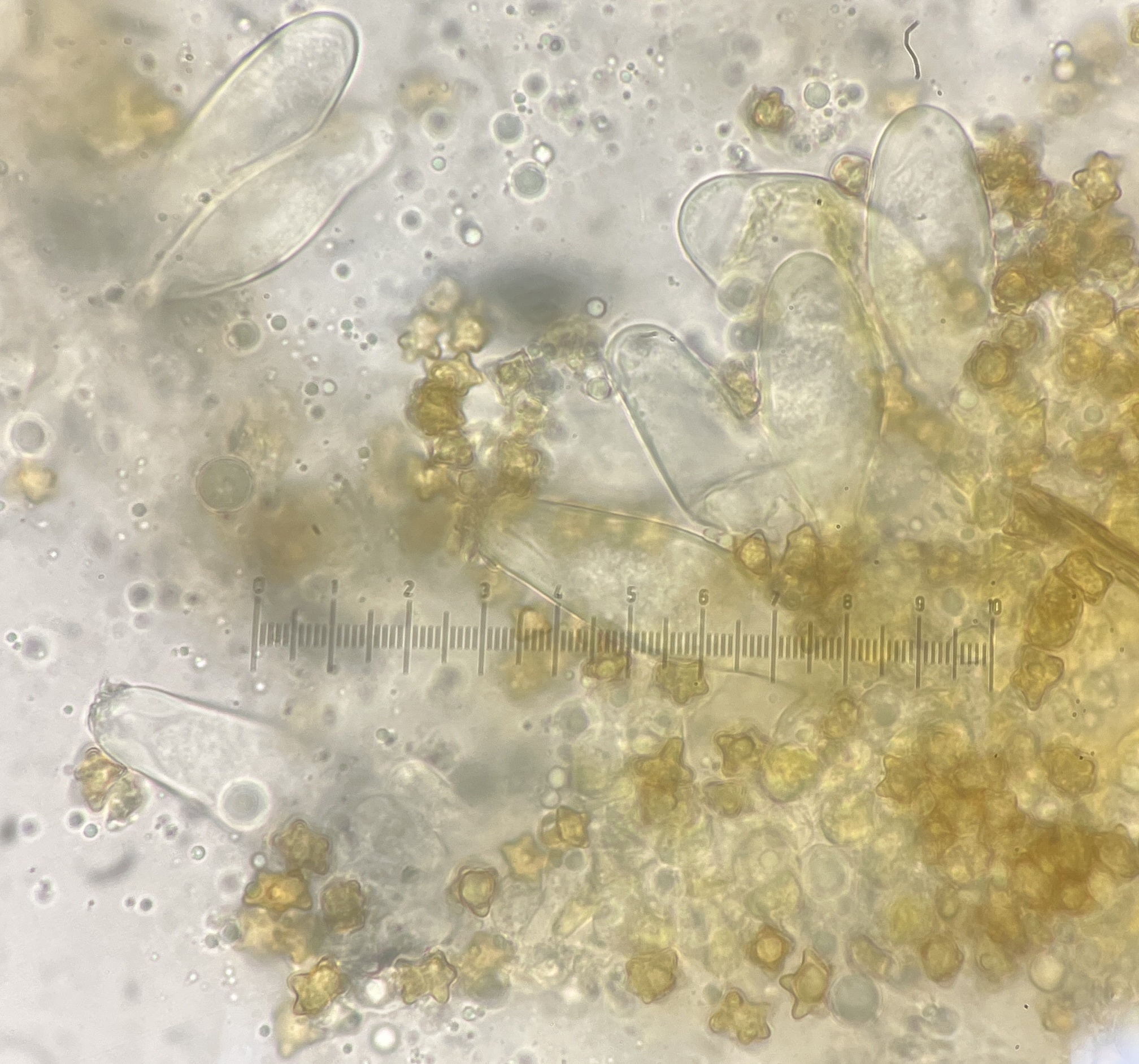